# Essendi
Essendi (do 2025 Orbis) – przedsiębiorstwo z branży nieruchomości, inwestujące w infrastrukturę hotelową. Założone w Polsce w 1920, obecnie należy do francuskiej grupy Accor. Do 2019 prowadziło działalność hotelarską i turystyczną.

## Historia

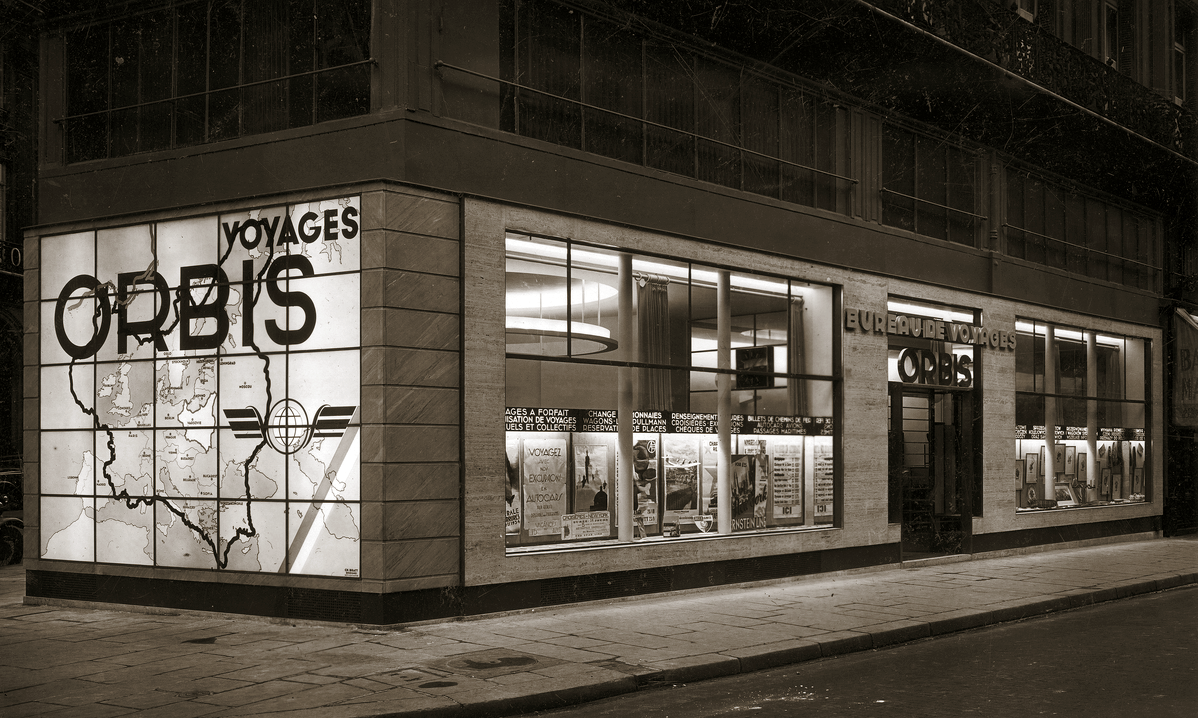
Przedstawicielstwo biura podróży Orbis w Paryżu 1934

Polskie Biuro Podróży „Orbis” (PBP „Orbis”) powstało w 1920 we Lwowie. Założyciele biura, którymi byli bankierzy Ernest Adam, Maksymilian Liptay i Józef Radoszewski, posłowie Władysław Kesłowicz i Aleksander Skarbek oraz prawnik Ozjasz Wasser, chcieli stworzyć biuro podróży o międzynarodowym standardzie obsługi, instytucję, która byłaby oknem na świat dla obywateli nowo odrodzonego państwa polskiego.
Do 1925 utworzono 28 oddziałów. W 1928 Orbis uzyskał status narodowego biura podróży, a w 1933, po zakupie jego akcji przez państwowy bank PKO, siedziba spółki została przeniesiona do Warszawy. Wówczas powstał też znak handlowy Orbisu. Przedsiębiorstwo szybko rozwijało działalność: w 1939 biuro dysponowało 136 oddziałami w Polsce i 19 za granicą zatrudniając 500 osób oraz czterema hotelami oferującymi łącznie 360 pokoi. W 1930 z usług firmy skorzystało 5 mln osób.
II wojna światowa przerwała działalność biura, a większość majątku spółki została zniszczona. Po wojnie przetrwały biura w Brukseli, Nowym Jorku, Tel Awiwie oraz w Londynie. 13 grudnia 1944 w Lublinie reaktywowano biuro jako przedsiębiorstwo państwowe „Orbis”, które wykupiło akcje przedwojennej spółki. Uchwałą Rady Ministrów z 5 września 1946 został zatwierdzony statut przedsiębiorstwa państwowego Polskie Biuro Podróży „Orbis”. Do końca lat czterdziestych XX w., przedsiębiorstwo zajmowało się głównie obsługą międzymiastowych połączeń autobusowych i organizowaniem imprez masowych. Zarządzeniem Ministra Komunikacji z 7 lutego 1950 wprowadzono zmiany organizacji i zakresu działania przedsiębiorstwa państwowego Polskie Biuro Podróży „Orbis”, a osobnym zarządzeniem z tego dnia został nadany statut.
W 1951 do Orbisu zostało włączonych dziewięć hoteli, aby przygotować je do obsługi gości z zagranicy, co w praktyce dawało Orbisowi monopol na prowadzenie hoteli o wysokim standardzie i obsługę zagranicznego, w tym polonijnego, ruchu turystycznego. Do 1956 podstawą działalności Orbisu, typową dla tamtego okresu, była obsługa przejazdów robotników i rolników, jak również organizacja zjazdów młodzieży, spotkań dla pracowników administracji państwowej i tym podobnych. Po odwilży politycznej w październiku 1956 Orbis powrócił do organizowania wyjazdów zagranicznych, głównie do krajów bloku wschodniego. Były to pobyty nad Morzem Czarnym, jeziorem Balaton i na jugosłowiańskim wybrzeżu Adriatyku oraz wycieczki do krajów Europy Zachodniej i cieszące się popularnością rejsy Batorym lub wynajmowanymi statkami radzieckimi. W latach 70. Orbis przygotowywał we współpracy z kołami łowieckimi oferty turystyczne dla polujących w Polsce myśliwych dewizowych z Europy Zachodniej. W 1979 obsłużono 1,5 miliona gości w Polsce, a liczba klientów korzystających z usług biura podróży sięgnęła 12,2 miliona osób.
W latach sześćdziesiątych i siedemdziesiątych XX w. wybudowano 34 nowe hotele, w tym kilkanaście luksusowych (najsłynniejsze Victoria i Forum w Warszawie), powiększono też tabor transportowy (555 autobusów i 373 samochody w 1980). W 1980 Orbis posiadał 60% pokoi hotelowych w Polsce. W latach osiemdziesiątych XX w., przy spadku dochodów z turystyki przyjazdowej, wyjazdy do krajów bloku wschodniego stały się podstawą działalności Orbisu. Pod koniec 1990 sieć hoteli Orbis liczyła 53 obiekty. W 1990 przedsiębiorstwo było współzałożycielem Banku Turystyki.

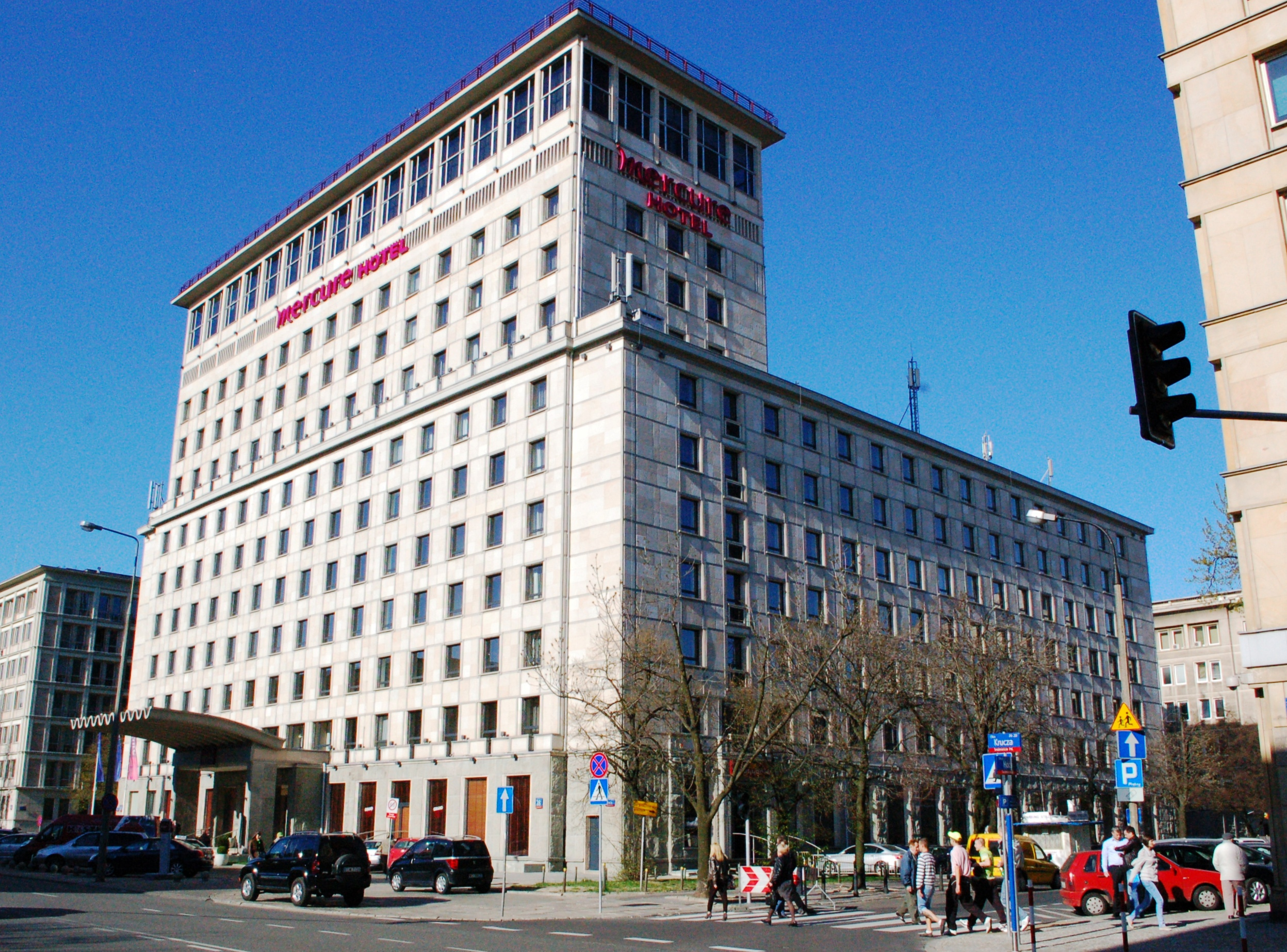
Mercure Grand Hotel w Warszawie (2011)

W 1991 Przedsiębiorstwo Państwowe Orbis przekształcono w jednoosobową spółkę Skarbu Państwa. W tym samym roku, wspólnie z Bankiem Inicjatyw Gospodarczych, utworzyło pierwsze polskie centrum rozliczeniowe transakcji dokonanych kartami płatniczymi, Polcard. W lipcu 1993 z dotychczasowej struktury wyodrębnione zostały dwie spółki: Orbis Travel oraz Orbis Transport, w których Orbis SA posiadało większościowe pakiety udziałów. 27 czerwca 1997 walne zgromadzenie akcjonariuszy podjęło decyzję o upublicznieniu akcji Orbis S.A. Od 15 listopada 1997 akcje Orbis SA są notowane na Warszawskiej Giełdzie Papierów Wartościowych. W 1999 udział Skarbu Państwa w akcjonariacie spółki spadł poniżej 50 procent. W sierpniu 2000 nastąpił ostatni etap prywatyzacji, Orbis pozyskał partnera strategicznego – Accor. W ramach procesu restrukturyzacji spółka sprzedała w 2003 akcje Polcardu, wówczas największego agenta rozliczeniowego na polskim rynku kart płatnicznych.
Od marca 2010 Orbis nie jest właścicielem spółki PBP Orbis znanej jako Orbis Travel. W marcu 2010 95,08% udziałów Orbis Travel zostało sprzedane CETO – spółce zależnej Enterprise Investors. 29 września 2010 Orbis rozwiązał umowę licencji znaku Orbis Travel dla PBP Travel Time i w związku z tym 8 września 2010 PBP Orbis zmieniło nazwę na PBP Travel Time. Nastąpiło to po tym jak PBP Travel Time złożył w warszawskim sądzie rejonowym wniosek o ogłoszenie upadłości (28 września 2010 r.).
Orbis SA, do czasu rezygnacji z działalności serwisowej w 2019, dysponował bazą ok. 20 000 pokoi w ponad 115 hotelach w Polsce oraz w Europie Centralnej i Wschodniej. Był wyłącznym licencjodawcą marek Accor w 16 krajach, w tym w Bośni i Hercegowinie, Bułgarii, Chorwacji, Czarnogórze, Czechach, Estonii, na Litwie, Łotwie, w Macedonii Północnej, Mołdawii, Rumunii, Serbii, Słowacji, Słowenii i na Węgrzech. Hotele działały pod markami Sofitel, Pullman, MGallery, Novotel, Mercure, Ibis, o zróżnicowanym standardzie, od luksusowych hoteli 5-gwiazdkowych po ekonomiczne 1-gwiazdkowe.
W listopadzie 2019 Orbis dokonał podziału linii biznesowych na dwie odrębne działalności, sprzedając dział operacji turystycznych i hotelarskich Accorowi. Przedmiotem działania spółki stała się wyłącznie budowa i modernizacja nieruchomości hotelowych na terenie Polski i Europy Wschodniej. Należą do niej 73 hotele, w tym 63 własne i 10 w dzierżawie (łącznie ponad 14 000 pokoi), w sześciu krajach regionu (Czechy, Litwa, Polska, Rumunia, Słowacja, Węgry). 
Od marca 2020 roku inwestorem strategicznym Orbisu jest AccorInvest. W czerwcu 2020 spółka wycofała się z GPW.
28 kwietnia 2025 nazwa Orbis została zastąpiona przez markę Essendi, wprowadzoną do użytku w obrębie Grupy AccorInvest.